# Крёч, Маркус
Маркус Крёч (род 6 мая 1981, Родевиш) — немецкий программист.
После окончания средней школы в Ауэрбахе в регионе Фогтланд (1999) Крёч изучал информатику и логику с 2000 года в Дрезденском техническом университете, который окончил со степенью магистра в 2005 году. После этого он работал научным сотрудником в Технологическом институте Карлсруэ (группа по управлению знаниями, Институт прикладных компьютерных наук и языков формального описания, AFIB) под руководством Руди Штудера, и получил докторскую степень (Dr. rer. pol.) в 2010 году. С 2010 по 2013 год он работал в Оксфордском университете в исследовательской группе «Информационные системы» вместе с Яном Хорроксом, недавно занявшим должность преподавателя кафедры. В 2013 году Крёч стал младшим руководителем исследовательской группы Эмми Нетер в Институте теоретической информатики в Университете Дрездена, где в 2016 году стал профессором систем, основанных на знаниях.
Крёч занимается системами, основанными на знаниях, сложных логических рассуждениях, языками онтологии, графами знаний и семантическими сетями. Вместе с Денни Врандечичем он является разработчиком Semantic MediaWiki (SMW). Проект также послужил источником вдохновения для Викиданных и Крёч тесно сотрудничает с разработчиками Викиданных.
Крёч также проводит исследования в Центре современной электроники Дрездена (cfaed) по мощным программам с низким энергопотреблением и является соредактором стандарта W3C языка веб-онтологий OWL 2.
В 2016 году он получил премию Хайнца Майера-Лейбница.

## Сочинения
- mit Pascal Hitzler, Sebastian Rudolph, York Sure: Semantic Web: Grundlagen, Springer 2008
- mit Pascal Hitzler, Sebastian Rudolph: Foundations of Semantic Web Technologies, Chapman & Hall/CRC Press 2009
- mit Denny Vrandečić: Wikidata: a free collaborative knowledge base, Communications of the ACM. Band 57, Nr. 10, 2014, S. 78-85.
- mit Max Völkel, D. Vrandečić, Heiko Haller, Rudi Studer: Semantic wikipedia, Proceedings of the 15th international conference on World Wide Web, 2006, S. 585—594
- mit D. Vrandečić, M. Völker, H. Haller, R. Studer: : Semantic wikipedia, in: Journal of Web Semantics, Band 5, 2007, S. 251—261
- mit A. Ankolekar, T. Tran, D. Vrandecic: The Two Cultures: Mashing up Web 2.0 and the Semantic Web, Proceedings of the 16th International Conference on World Wide Web, 2007, S. 825—834
- mit Vrandecic: Semantic mediawiki, in: Foundations for the Web of Information and Services, Springer, 2011, S. 311—326
- mit Pascal Hitzler, Markus Krötzsch, Bijan Parsia, Peter F Patel-Schneider, Sebastian Rudolph: OWL 2 Web Ontology Language Primer, WWW Consortium 2009